# CorelDRAW
Koreldro je program za uređivanje vektorske grafike kog je razvila i marketinški predstavila korporacija Korel iz Otave, Kanada. To je takođe ime Korelove kolekcije programa za rad sa grafikom. Četrnaesta, najnovija verzija, nazvana „X4“, objavljena je u januaru 2008. godine.

## Podržane platforme
je u samom početku razvijen da radi na Microsoft Windows-u i trenutno radi samo na njemu.
Verzije za Mekintoš (Mek OS Klasik i Mek OS X) i Linuks su neko vreme bile dostupne, ali su posle ukinute. Poslednja verzija za Linuks bila je verzija 9, objavljena 2000. godine. Poslednja verzija za Mekintoš bila je verzija 11, objavljena 2001. godine.
Takođe, sve do verzije 5, koreldro je razvijan i za OS/2.

## Istorija razvoja
U 1985. godini, Dr Majkl Kauplend (eng. Michael Cowpland) osnovao je korporaciju Korel da bi proizvodio programe za stono izdavaštvo, bazirane na Intelovim procesorima. Godine 1987, Korel je angažovao programere Majkla Builona (eng. Michael Bouillon) i Peta Beima (eng. Pat Beime) da bi razvio vektorski program za crtanje koji bi se nosio s ovim izdavačkim programima. Taj program, koreldro, prvi put je objavljen 1989. godine. Program je bio dobro prihvaćen i Korel se uskoro usredsredio samo na izradu ovog softvera.
Koreldro se osamostalio sa Majkrosoftovim izdanjem Windows-a 3.1. Windows 3.1 je sadržao „čiste“ (TrueType) fontove, što je koreldro pretvorilo u ozbiljan program za crtanje koji je sposoban i za kvalitetnu tipografiju.

## Karakteristike
Nekoliko inovacija za vektorski bazirano crtanje potiče iz koreldroa - alatka za uređivanje konturnih čvorova (node-edit) koja funkcioniše drugačije na različitim objektima, oblikovanje teksta tako da prianja uz određenu konturu (text-to-path), automatsko zaobljavanje nacrtanih krivulja, pristupačne palete boja i alatki, perspektivne projekcije, popunjavanje površina postupnim prelazima boja i složenim mešavinama boja.
Koreldro odvaja sebe od svojih konkurenata na više načina. Prvi je njegova pozicija grafičke kolekcije, a ne samo kao programa za vektorsku grafiku. Zatim, paket programa sadrži veliku kolekciju fontova i ugrađenih gotovih sličica. Najveća prednost koreldroa koja ga izdvaja od konkurencije je njegova mogućnost da uređuje bitmape. Veliki izbor alatki za uređivanje omogućava korisniku podešavanje kontrasta, balansa boja, promenu formata iz sistema RGB u CMYK, dodavanje specijalnih efekata kao što su Vignettes i specijalnih granica bitmapama. Slika može da se menja, iseče tako da samo jedan njen deo bude vidljiv itd.
Koreldroov glavni konkurent je Adobe ilustrator. Iako su i jedan i drugi programi za vektorsko crtanje, iskustvo korisnika je različito. Na primer, koreldro može da radi sa dokumentima sa više stranica; ilustrator nudi jedino jednostranični pregled, ali se štampanje može narediti tako da se podeli na više stranica. Takođe, dok ilustrator čita dokumente napravljene u koreldrou i obratno, prevođenje gotovo nikad nije savršeno. Korel može da otvori dokumente tipa Adobe ilustrator i Adobe PDF. Fontovi se uglavnom dobro razumeju, ali prevođenje menja tekst u pasusima u artistic tekst i prelama tekst u redove. Adobe pejdžmejker i Adobe indizajn, Majkrosoft pablišer i Majkrosoft vord, i koreldro X4 može otvoriti ove PDF dokumente i modifikovati svaki aspekat originalne organizacije i dizajna. Koreldro može otvoriti i pauer point prezentacije s malo ili nimalo problema.

## Kolekcija grafičkih alata
Tokom vremena, razvijene su dodatne komponente i priključene korelu. Lista priključenih paketa se menja od jednog izdanja do drugog. Ovo su neki od stalnih dodataka koji su se održali u paketu tokom velikog broja izdanja do sada: PowerTRACE (program koji konvertuje bitmapu u vektorsku grafiku), PHOTOPAINT (bitmap grafički editor), kao i CAPTURE (alatka za snimanje trenutnog prikaza ekrana). Ova kolekcija programa je nazvana Kolekcija grafičkih alata koreldro (engl. CorelDraw Graphics Suite).
Najnovije izdanje ove kolekcije, „X4“, sadrži sledeće komponente:
- : program za uređivanje vektorske grafike
- Corel PHOTO-PAINT: program za kreiranje i menjanje rasterske grafike
- Corel CAPTURE: omogućava snimanje trenutnog prikaza ekrana
- Corel PowerTRACE: konvertuje rastersku u vektorsku grafiku
- Pixmantec RawShooter essentials: podrška za sirovi datotečni format (raw)

Korporacija Korel nudi i popularnu liniju grafičkog softvera Corel Painter.

## Karakteristike po izdanjima
- Izdanje 2 (1991): Alat „koverta“ (envelope tool), za izobličavanje teksta ili objekata koristeći prvobitni oblik, alat za pretapanje oblika (Blend tool), alat za simulaciju trodimenzionalnih efekata objekata (Extrusion tool) i alat za dvodimenzionalnu simulaciju perspektive (Perspective tool)
- Izdanje 3 (1992): sadrži Corel PHOTO-PAINT (za uređivanje bitmapa), CorelSHOW (za kreiranje ekranski-orijentisanih prezentacija), CorelCHART (za grafičke dijagrame), Mosaic i CorelTRACE (za prevođenje bitmapa u vektorske objekte). Uključenje ovog softvera bilo je presedan za dotadašnje kolekcije grafičkih alata.
- Izdanje 4 (1993): Sadržalo je Corel PHOTO-PAINT, CorelSHOW, CorelCHART, CorelMOVE (za animaciju), Mosaic i CorelTRACE.
- Izdanje 5 (1994): U ovom izdanju je najpre bio uključen program Corel Ventura, koji se potom prodavao kao odvojen program. To je bio program za stono izdavaštvo sličan Adobe pejdžmejkeru ili indizajnu.
- Izdanje 6 (1995): Podesivo okruženje, alatke za crtanje poligona, spirala, sečenje objekata i brisanje njegovih delova. U ovom izdanju su izašli Corel memo, Corel Presents, Corel Motion 3D, Corel Depth, Corel Multimedia Manager, Corel Font Master i Corel DREAM (za 3D modeliranje).
- Izdanje 7 (1997): Paleta za detaljno podešavanje objekata čiji sadržaj zavisi od trenutno izabranog objekta, raznovrsne opcije za štampanje, pretpregled odštampanog dokumenta sa opcijama zumiranja i pomeranja, privremeno spremište za objekte radi izdvojenog pregleda, opcija za prevod dokumenta u  format, različiti režimi prikaza dokumenta u obliku skice ili detaljnog prikaza, alati za interaktivno popunjavanje površina i, providnost, crtanje slobodnom rukom, automatizovanu zamenu teksta i boja u dokumentu, prevođenje vektorske grafike u bitmapu, provera pravopisa i gramatike i ponuda sinonima za upisane reči. Izdanje je sadržalo Corel Scan i Corel Barista (za veb-izdavaštvo).
- Izdanje 8 (1998): Novi vidovi selekcije površina, raspoređivanja paleta, zatim interaktivna izobličavanje objekata, 3D efekti, realistični efekti senke, interaktivno mešanje boja, menjanje ugrađenih paleta boja, smernice u obliku objekata, proizvoljno zadavanje veličine stranice dokumenta, podrška za dvostruke nijanse boja. U ovom paketu je uključen i Corel Versions.
- Izdanje 9 (1999): Alat za popunjavanje površina složenim mešavinama boja, alat za „umetničke medijume“, prevođenje dokumenta u  format, ugrađeni ICC profili, mnogobrojne palete boja i podrška za Microsoft Visual Basic for Applications 6. Paket je sadržao Canto Cumulus LE, program za rukovanje i organizaciju multimedije.
- Izdanje 10 (2000) - Corel R.A.V.E.: alatke za kreiranje interaktivnih elemenata za veb-prezentacije kao što su dugmići, višejezična podrška dokumenata, prozor za navigiranje dokumentom, vektorska animacija.
- Izdanje 11 (2002): Biblioteka simbola, sečenje slika (za veb-dizajn), vektorske četke za crtanje osetljive na „pritisak“, tj. na broj prevlačenja preko istog mesta, trotačkovni alati za crtanje.
- Izdanje 12 (2003): Dinamične smernice, alatke za „pametno“ crtanje, prevođenje dokumenta u oblik pogodan za Majkrosoft ofis, alatke za virtuelno brisanje segmenata objekta, podrška za Unikod.
- Izdanje X3 (2006): Dupli klik za alat za sečenje (prvi vektorski softver je bio u mogućnosti da iseče skup vektora i bitmapa u isto vreme), „pametan“ alat za popunjavanje, udubljivanje, povezivanje, reckanje ivica, klesanje, podešavanje slika. PowerTRACE postaje integrisan unutar programa.
- Izdanje X4 (2008): „Whatthefont“ identifikacija fonta je uključena u koreldro, kao i ConceptShare, alat za tabele, nezavisni slojevi strana, „živo“ oblikovanje teksta, podrška za RAW datoteke.

## Spoljašnje veze
- Zvanična prezentacija za koreldro X4 (језик: енглески)
- Blogovi, forumi i galerije zainteresovanih za koreldro i srodne programe (језик: енглески)
- Zajednica korisnika (језик: шпански)
- Knjige, konferencije, časopisi
- Treninzi i uputstva za
- Makroi za koreldro i Korel PHOTO-PAINT